# Автодорога A7 (Латвия)
А7 — государственная автомобильная дорога высшей категории в Латвии, проходящая по маршруту Рига — Литовско-латвийская граница (Гренцтале). Является частью европейского маршрутаE 67  и Европейских коммуникационных сетей (TEN-T). 
Начиная от Риги до развязки с дорогой А5 - является 4-ёх полосной дорогой, а так же имеет (начиная с развязки P137) отрезок скоростной дороги, где в летний сезон увеличивается ограничение скорости до 120км/ч, в зимней же период ограничение - 90км/ч.
Общая протяжённость дороги составляет 85,6 км. Среднесуточный объём движения (AADT) составил в 2020 году 11 215 автомобилей в сутки. Дорога имеет асфальтовое и асфальтобетонное покрытие. Текущее ограничение скорости составляет 90 км/ч.
На своём протяжении дорога A7 проходит через следующие города и населённые пункты: Кекава, Иецава, Бауска. Пересекает реки Кекаву, Мису, Иецаву, Мемеле, и дороги A6, A8, A10 в Риге, A5, P89 у Кекавы, P92, P93 в Иецаве, P94 в Цоде, P87, P103 в Бауске.